# Stained Glass Morning
Stained Glass Morning ist das zweite und letzte Album von Scott McKenzie, das 1970 veröffentlicht wurde. Es wurde über Ode Records und A&M Records veröffentlicht.
Nachdem die Hippiebewegung zum Stillstand gekommen war und auch im Vietnamkrieg noch kein Ende abzusehen war, hatte sich auch Scott MecKenzie von der Bewegung abgewendet. Das Album war ein reines Folk-Country-Rockalbum und hatte musikalisch nichts mehr mit seinem Vorgänger gemein. Diesmal bestand das Album ausschließlich aus Eigenkompositionen. Thematisch wird der Vietnamkrieg auf andere Weise aufgegriffen. Desillusionierung spiegelt sich in einigen Texten wider. Im Gegensatz zu einem Ideal werden hier die gefallenen Soldaten des Vietnamkrieges direkt thematisiert.
Bemerkenswert ist, dass es mit vielen namhaften Sessionsmusikern aufgenommen wurde. Darunter Ry Cooder an den elektrischen und akustischen Gitarren mit Bottleneck, Rusty Young (von Poco) an der Pedal-Steel-Gitarre, Barry McGuire auf der Mundharmonika, Bunk Gardner (von den Mothers of Invention) am Saxophon, sowie mit Craig Doerge, dem kalifornischen Top-Keyboarder der 70er Jahre.
Als einzige Single wurde Going Home Again ausgekoppelt. Weder das Album noch die Single charteten. 2001 wurde Stained Glass Morning als Teil der Stained Glass Reflections-Anthology wiederveröffentlicht.

## Titelliste
Alle Lieder geschrieben von Scott McKenzie.
1. Look in the Mirror – 3:37
2. Yves – 4:35
3. Crazy Man – 4:20
4. 1969 – 2:58
5. Dear Sister – 5:15
6. Going Home Again – 3:35
7. Stained Glass Morning – 4:53
8. Illusion – 4:46
9. Take a Moment – 5:40[2]

## Mitwirkende
- Scott McKenzie – Gesang, 12-Saiten-Gitarre, elektrisches Klavier
- Ry Cooder – Elektrische und akustische Gitarre (Bottlenecks)
- Rusty Young – Pedal-Steel-Gitarre
- Barry McGuire – Mundharmonika
- Colin Cameron, Max Bennett - Bass
- Chuck Domanico - Akustischer Bass
- Craig Doerge - Klavier, Orgel, Cembalo, elektrisches Klavier
- Walter Foutz - Orgel
- Mac Elsensohn - Schlagzeug
- Bunk Gardner - Saxophon
- Edgar Lustgarten - Cello
- Brooks Hunnicutt, David Mani, Dorothy Durr, Girls of Pittsburgh Manor, Jeffrey Thomas, Julia Tillman Waters, Lorna Willard, Robert Markland - Background-Gesang

- Bart Chiate, David Anderle, Henry Lewy - Toningenieure[2]